# Mangini (contre-torpilleur)
Pour les articles homonymes, voir Mangini.
Le Mangini était l’un des six contre-torpilleurs de la classe Bisson construits pour la marine française dans les années 1910. Le navire a été condamné en 1934.

## Conception
La classe Bisson était une version agrandie de la classe Bouclier précédente, construite selon une conception plus standardisée. Les navires avaient une longueur entre perpendiculaires de 78,1 mètres, une largeur de 8,6 mètres et un tirant d'eau de 3,1 mètres. Conçus pour déplacer 850 à 880 tonnes, ils avaient un déplacement de 756 à 791 tonnes à charge normale. Leur équipage comptait entre 80 et 83 hommes.
Le Mangini était propulsé par une paire de turbines à vapeur Zoelly, chacune entraînant un arbre d'hélice utilisant de la vapeur fournie par quatre chaudières à tubes d'eau Indret. Les moteurs ont été conçus pour produire 15000 chevaux (11000 kW), ce qui était destiné à donner aux navires une vitesse de 30 nœuds (56 km/h). Au cours de ses essais en mer, le Mangini a atteint une vitesse de 30,93 nœuds (57,28 km/h). Les navires transportaient suffisamment de mazout pour leur donner une autonomie de 1 450 milles marins (2690 km) à une vitesse de croisière de 14 nœuds (26 km/h).
L’armement principal des navires de la classe Bisson se composait de deux canons de 100 millimètres modèle 1893 dans des affûts simples, un à l’avant et un à l’arrière des superstructures, et de quatre canons de 65 millimètres modèle 1902 répartis au milieu du navire. Ils étaient également équipés de deux affûts rotatifs jumelés pour tubes lance-torpilles de 450 millimètres au milieu du navire.

## Carrière
Commandé à Schneider et Cie, le Mangini est lancé le 31 mars 1913 depuis son chantier naval de Chalon-sur-Saône. Le navire a été achevé l’année suivante. Désigné torpilleur d’escadre le 14 mars 1913, ses essais sont retardés par un incendie à bord. Il est mis en service en 1914 et affecté en Méditerranée, où il fera toute sa carrière.
Au début de la Première Guerre mondiale en août 1914, le Mangini est affecté à la 1ère Flottille de torpilleurs de la 1ère Armée navale. Au cours des phases préliminaires de la bataille d'Antivari, au Monténégro, le 16 août, les 1ère, 4e et 5e flottilles de contre-torpilleurs sont chargées d’escorter le gros de la 1ère armée navale tandis que les 2e, 3e et 6e flottilles escortent les croiseurs cuirassés de la 2e escadre légère et deux croiseurs britanniques. Après avoir réuni les deux groupes et repéré le croiseur protégé austro-hongrois SMS Zenta et le destroyer SMS Ulan, les contre-torpilleurs français n’ont joué aucun rôle dans le naufrage du croiseur, bien que la 4e flottille ait été envoyée dans une poursuite infructueuse du Ulan. Après avoir brisé le blocus austro-hongrois d’Antivari (aujourd’hui Bar), le vice-amiral Augustin Boué de Lapeyrère, commandant de la 1ère armée navale, décide d’acheminer troupes et ravitaillement vers le port à l’aide d’un petit paquebot réquisitionné, le SS Liamone, escorté par la 2e escadre légère, renforcée par le croiseur cuirassé Ernest Renan, et escorté par le contre-torpilleur Bouclier avec les 1ère et 6e flottilles de contre-torpilleurs sous son commandement tandis que le reste de la 1ère armée navale bombarde le 1er septembre la base navale austro-hongroise de Cattaro, au Monténégro. Quatre jours plus tard, la flotte assure l’évacuation de Danilo, prince héritier du Monténégro, à bord du Bouclier, vers l’île grecque de Corfou. La flottille escorte plusieurs petits convois chargés de fournitures et d’équipement jusqu’à Antivari, à partir d’octobre et jusqu’à la fin de l’année, toujours couverts par les plus gros navires de l’armée navale dans des tentatives futiles d’attirer la flotte austro-hongroise dans la bataille. Au milieu de ces missions, les 1ère et 6e flottilles sont dirigées par le contre-torpilleur français Dehorter alors qu’elles effectuent un balayage au sud de Cattaro dans la nuit du 10 au 11 novembre à la recherche infructueuse de destroyers austro-hongrois.
Le torpillage du cuirassé français Jean Bart le 21 décembre provoqua un changement dans la tactique française, car les cuirassés étaient trop importants pour risquer de les exposer à une attaque sous-marine. Désormais, seuls les contre-torpilleurs escorteront les transports. Après la signature par l’Italie du pacte de Londres et sa déclaration de guerre à l’Empire austro-hongrois le 23 mai 1915, Boué de Lapeyrère réorganise ses forces à la fin du mois de juin pour couvrir les abords de l’Adriatique et en interdire l’accès à la marine marchande des puissances centrales, car la Marine royale italienne (Regia Marina) est désormais la principale responsable de l’Adriatique elle-même. Sa zone de responsabilité s’étendait de la Sardaigne à la Crète et il la divisa en deux zones, la 1ère escadre légère étant affectée à la zone ouest et la 2e escadre légere à l’est. Les contre-torpilleurs de la 1ère armée navale qui n’étaient pas affectés en renfort des Italiens furent transférés à la flottille d’armée navale nouvellement formée. Les 1ère et 3e flottilles de destroyers sont affectées à la 2e flottille de l’armée navale, dont le Dehorter est le navire amiral, qui est chargé de soutenir les croiseurs de la 2e division légère.
Le 15 avril 1916, le Mangini est affecté à la 1ère escadrille de la 1ère flottille de l’Armée navale, détachée à Brindisi. En février 1917, il escorte le Coulomb et le Circé de Toulon à Brindisi. Il coule une mine près de San Cataldo. Il apporte son soutien aux opérations en mer Adriatique. Du 31 mai au 7 juin 1917, il transporte de France en Grèce M. le sénateur Charles Jonnart, désigné comme haut commissaire et représentant de toutes les nations alliées, avec les pleins pouvoirs pour obtenir l’abdication du roi Constantin Ier. M. Jonnart arrive à Salamine à bord du Mangini, escorté par le Protet, puis s’installe sur la Justice pour commencer les négociations.
Le 18 avril 1918, il éperonne et coule le contre-torpilleur Faulx dans le canal d'Otrante après une panne de direction,.
Le 1er juillet 1918, il est affecté à la 1ère escadrille de contre-torpilleurs à Moúdros. Le 10 novembre 1918, il conduit le général Édouard Brémond à Constantinople. Mis en réserve normale le 1er octobre 1931, puis en réserve spéciale en 1932, le Mangini est désarmé le 15 février 1933. Il est condamné en 1934 et vendu à Toulon pour démolition.